# Draba incrassata
Draba incrassata är en korsblommig växtart som först beskrevs av Reed Clark Rollins, och fick sitt nu gällande namn av Reed Clark Rollins och Robert A. Price. Draba incrassata ingår i släktet drabor, och familjen korsblommiga växter. Inga underarter finns listade i Catalogue of Life.